# Свесрпски куп у рукомету
Свесрпски куп је рукометни куп у којем учествују по два најбоља клуба Републике Србије и Републике Српске у мушкој, те по један најбољи клуб у женској конкуренцији, а одржава се у организацији Рукометног савеза Србије и Рукометног савеза Републике Српске.

## Историја
Прво издање Свесрпског купа одржано је 2014. у Теслићу, Република Српска, а титулу побједника однијела је екипа Војводине, овај клуб је и најуспјешнији у досадашњем такмичењу, другопласирана је била Дервента, а треће мјесто освојио је крагујевачки Раднички. Затим су турнири одржавани у Новом Саду, Бањој Луци, те на Палама, Лозници и Требињу.

## Финала
| Сезона                                             | Финале    | Финале                   | Финале          |
| -------------------------------------------------- | --------- | ------------------------ | --------------- |
| Сезона                                             | Победник  | Резултат                 | Поражени        |
| 2014.                                              | Војводина | 31 : 19                  | Дервента        |
| Свесрпски куп Србије за 2015. годину није одигран. |           |                          |                 |
| 2016.                                              | Војводина | 30 : 25                  | Борац Бања Лука |
| 2017.                                              | Војводина | 27 : 27 (31:30) седмерци | Борац Бања Лука |
| Свесрпски куп Србије за 2018. годину није одигран. |           |                          |                 |
| 2019.                                              | Војводина | 22 : 22 (25:24) седмерци | Борац Бања Лука |
| Свесрпски куп Србије за 2020. годину није одигран. |           |                          |                 |
| 2021.                                              | Војводина | 30 : 20                  | Слога Добој     |
| 2022.                                              | Војводина | 38 : 24                  | Леотар          |
| 2023.                                              | Војводина | 37 : 28                  | Борац Бања Лука |
| 2024.                                              | Војводина | 39 : 25                  | Борац Бања Лука |

### Успјешност клубова
| Клуб            | Победник                                           | Финалиста                        |
| --------------- | -------------------------------------------------- | -------------------------------- |
| Војводина       | 8 (2014, 2016, 2017, 2019, 2021, 2022, 2023, 2024) | -                                |
| Борац Бања Лука | -                                                  | 5 (2016, 2017, 2019, 2023, 2024) |
| Дервента        | -                                                  | 1 (2014)                         |
| Слога Добој     | -                                                  | 1 (2021)                         |
| Леотар          | -                                                  | 1 (2022)                         |